# ذى مدار (الحد)

تعديل مصدري - تعديل

ذى مدار هي إحدى قرى عزلة الحد بمديرية الحد التابعة لمحافظة لحج، بلغ تعداد سكانها 145 نسمة حسب تعداد اليمن لعام 2004.